# 博羅阿亞鄉
47°21′N 26°20′E / 47.350°N 26.333°E
博羅阿亞鄉（羅馬尼亞語：Comuna Boroaia, Suceava），是羅馬尼亞的鄉份，位於該國東北部，由蘇恰瓦縣負責管轄，面積74平方公里，海拔高度342米，2007年人口4,774，人口密度每平方公里65人。